# 文徳中学校・高等学校
文徳中学校・高等学校（ぶんとくちゅうがっこう・こうとうがっこう）は、熊本県熊本市西区池田四丁目にある私立中高一貫校。略称は「文徳」。

## 中学校
1996年（平成8年）設立。中学3年時には海外語学研修を行い、イギリスからはギャップイヤー制度を利用した語学指導助手を、モンゴル・タイ・オーストラリアからは留学生を迎え、国際交流を図っている。一方、日本文化体験・伝承や、講演会・鑑賞催事、茶道を取り入れることで日本文化における礼儀作法の伝承を身につけさせている。

## 高等学校

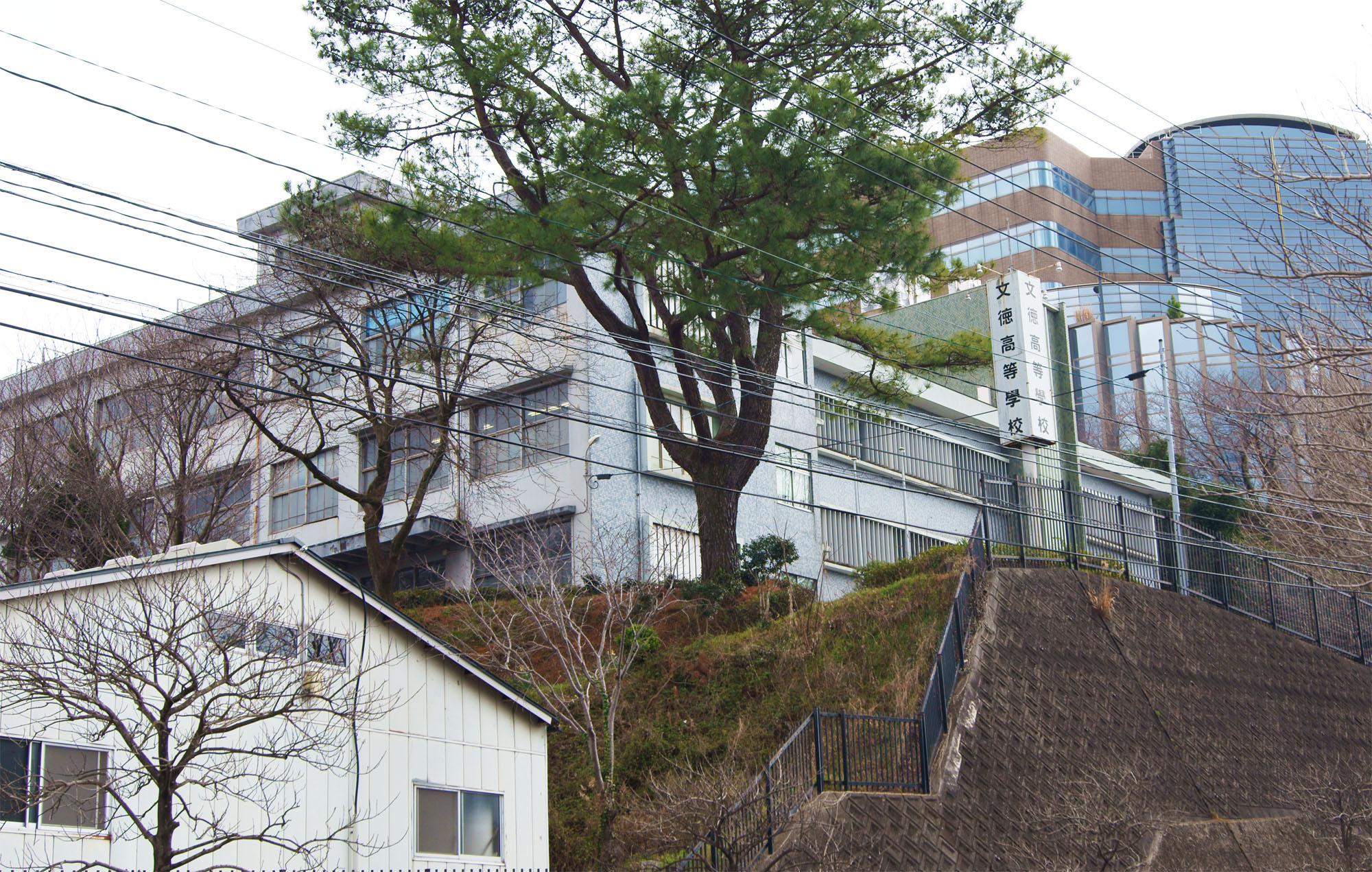
文徳高等学校 外観

崇城大学（2000年4月改称）の系列の高校であるため同大学への内部進学者が多く、毎年60名以上進学する。校名の「文徳」は、「学問を好み、人徳を備えた人材」を意味する。部活動も盛んで、硬式野球部は全国高等学校野球選手権に2回出場し、相撲部も全国大会で団体戦・個人戦の優勝経験を持つ。
毎年1回、姉妹校提携を結んでいるイギリスのハーロー校との生徒交換を通じて語学研修などの国際交流も行っている。

## 学科・コース
- 普通科
  - 東大・医進コース……東京大学レベルの大学等への進学を目指す。
  - 進特コース……旧帝大や早慶等の難関国公私立大学への進学を目指す。
  - 普通コース……熊本大学をはじめとする国公私立大学への進学を目指す。
- 理工科
  - 特別進学コース……理工系国公立大学、国立高専への100%編入学を目指す。
  - 専門コース……公務員試験合格の他、崇城大学をはじめとする理工系大学への進学を目指す。

## 沿革
- 1949年 3月 - 君が淵電波塾設立。
- 1949年 4月 - 君が淵電波学院と改称。
- 1952年 6月 - 君が淵電波専門学校として認可。
- 1960年 6月 - 学校法人「君が淵学園」として認可。
- 1961年 4月 - 学校法人「君が淵学園」君が淵電波工業高等学校を開校する。
- 1965年 4月 - 学校法人「君が淵学園」熊本工業短期大学の開学により、学校法人「君が淵学園」君が淵工業高等学校と改称。
- 1967年 4月 - 学校法人「君が淵学園」熊本工業大学の開学により、学校法人「君が淵学園」熊本工業大学高等学校と改称。
- 1979年 4月 - 学校法人「君が淵学園」熊本工業大学より分離独立し、学校法人「文徳学園」熊本工大高等学校と改称。
- 1996年 4月 - 学校法人「文徳学園」文徳中学校の開校により、学校法人「文徳学園」文徳高等学校と改称。
- 1999年 4月 - 学園創立50周年式典を挙行。
- 2010年10月 - 開校50周年記念行事を開催。

## 教育方針
建学の理念
徳・知・体の調和と同時に科学的思考のできる秀れた人材の育成
生活信条
一、奉仕精神を旺盛にする。
一、人の立場を深く理解する。
一、物を大切にする。
一、礼儀作法を実践する。
校訓
行学併進
師弟一如

## 部活動
体育系
- 硬式野球
  - 1978年夏（第60回）3回戦敗退
  - 1997年夏（第79回）1回戦敗退 - 試合の概要は、同項のエピソード節を参照。
- 軟式野球

第72回国民体育大会 第3位
第62回全国高等学校軟式野球選手権大会出場
第61回全国高等学校軟式野球選手権大会出場
第59回全国高等学校軟式野球選手権大会ベスト8
第57回全国高等学校軟式野球選手権大会準優勝
- サッカー
- バドミントン
- 相撲
  - 全国高等学校相撲選手権大会 団体優勝（1998・2019）
- ソフトボール
- スケート
- 陸上
- ハンドボール
- ソフトテニス
- バスケット
- バレーボール
- ラグビー
- 卓球
- 空手道
- 柔道
- ライフル射撃
  - 第34回九州高等学校ライフル射撃選手権大会 個人優勝 団体男子・女子3位
  - 南九州3県ライフル射撃大会 個人少年女子エアライフル立射優勝 ビームライフル立射優勝
  - 日韓高校射撃大会女子エアライフル射撃大会 個人7位
- 弓道

文化系
- 吹奏楽
- 放送
- JRC同好会
- ESS部
- 茶道
- 写真
- 美術
- 囲碁・将棋
- パソコン

## 著名な出身者

### 相撲
- 濱ノ嶋啓志（本名：濱洲圭志、元大相撲力士、最高位「小結」。現・17代尾上親方、尾上部屋師匠）
- 肥後ノ海直哉（本名：坂本直人、元大相撲力士、最高位「前頭筆頭」。現・11代木瀬親方、木瀬部屋師匠）
- 普天王水（本名：内田水、元大相撲力士、最高位「小結」。現・13代稲川親方、木瀬部屋付き）
- 天鎧鵬貴由輝（本名：南貴由輝、元大相撲力士、最高位「前頭8枚目」。現・13代北陣親方、尾上部屋付き）
- 濱錦竜郎（本名：髙濵竜郎、元大相撲力士、最高位「前頭11枚目」。元・春日山部屋師匠）
- 白乃波寿洋（本名：白石信広、元大相撲力士、最高位「十両4枚目」）
- 北勝光康仁（本名：堤内康仁、元大相撲力士、最高位「十両10枚目」）
- 竜虎川上（本名：川上竜虎、元大相撲力士、最高位「十両12枚目」）
- 藤青雲龍輝（本名：東龍輝、大相撲力士、最高位「十両6枚目」※2024年5月場所現在）
- 川副圭太（大相撲力士、最高位「十両13枚目」※2024年5月場所現在）
- 草野直哉（大相撲力士、最高位「幕下最下位格付出」※2024年5月場所現在）

### 野球
- 末廣五大（元プロ野球選手・千葉ロッテマリーンズ）
- 河田寿司（元プロ野球選手・東北楽天ゴールデンイーグルス）
- 高野一哉（プロ野球選手・信濃グランセローズ）
- 村上竜太郎（元日本・キューバ野球選手権日本代表・三菱重工長崎硬式野球部ヘッドコーチ）
- 萩尾匡也 (プロ野球選手・読売ジャイアンツ)
- 児玉亮涼 (プロ野球選手・埼玉西武ライオンズ)

### その他
- 寺本将司（剣道家・大阪府警察警部。全日本剣道選手権大会優勝）
- 藤本貴大（冬季オリンピック2大会「トリノ」・「バンクーバー」連続日本代表選手）
- テルのび太（プロボクサー）
- 村枝賢一（漫画家）
- 川口勇貴（漫画家）

## 系列校
- 崇城大学
- 崇城大学専門学校

## 姉妹校
- ハーロー校（イギリス）